# さよならの朝に約束の花をかざろう
『さよならの朝に約束の花をかざろう』（さよならのあさにやくそくのはなをかざろう）は、P.A.WORKS制作による日本の長編アニメーション映画。2018年2月24日に公開。監督および脚本は、今作が初監督作品となる脚本家の岡田麿里。10代半ばで外見の成長が止まる不老長寿の種族イオルフの少女マキアと、マキアに育てられ成長していく人間の少年エリアルの物語。

## あらすじ
10代半ばの若い姿のまま数百年を生きる不老長寿の一族「イオルフ」は、人里離れた土地で「ヒビオル」とよばれる布を織って静かに暮らしていた。しかし長寿の血を王家に引き入れることで王家の神秘性を高めようとするメザーテ国王の命により、軍人イゾルの率いるメザーテ軍が翼をもつ古の巨獣「レナト」に乗って襲来し、イオルフの里は侵略される。その最中、イオルフの少女・マキアは、暴走したレナトによって偶然にも遠くの森へと運ばれ助かる。一方、マキアの親友だったレイリアはイゾルに捕らえられ、メザーテの城に連行されてしまう。
仲間も故郷も失い森をさまようマキアは、盗賊に襲われて全滅した流れ者の集落で生き残っていた赤ん坊を見つけ、育てることを決意する。マキアは人里に出て、農場の女主人・ミドの世話になりながら、エリアルと名付けた赤ん坊の男の子を育てていく。しかし数年後、レイリアがメザーテの王子に嫁ぐことを知り、まだ幼いエリアルを連れて都へと向かう。マキアはその道中、イオルフの少年クリムやその仲間の生き残りたちと再会を果たし、彼らのレイリア救出作戦を手伝うことにするが、結婚を祝うパレードから救出されたレイリアは既に王子の子を身籠っており、救出を拒み城へと戻る。
月日が流れエリアルも成長していったが、いつまでも10代半ばくらいの外見のマキアは、一つの町に留まることができず、エリアルとともに町を転々として暮らしていた。ある日、二人は、大人になり軍に入ったミドの息子・ラングと再会し、旧交を温める。しばらくしてラングはマキアに告白するが、マキアはエリアルの母でありたいとそれを断る。しかしエリアルは、実母でもないのに母親としていつも自分のことを考えてくれるマキアとの関係に悩み、守られているだけの自分に葛藤し、マキアのもとを離れてラングの紹介で軍に入隊する。いっぽう城では、王子とレイリアの娘・メドメルにはイオルフの特徴が遺伝していないことが判明する。レイリアの元には王子も来なくなり、メドメルとの面会も禁じられ、ずっと孤独に幽閉されていた。
レイリア救出を諦めないクリムは、マキアを連れてメザーテの敵対国・バイエラに赴き、バイエラとそれに同調する国々を煽動して戦争を引き起こし、混乱に乗して再びレイリアを連れだそうとする。しかしまたもレイリアに断られ、レイリアと心中しようとしたところをイゾルに射殺される。エリアルは軍に入ったのち幼馴染のディタと結婚しており、もうすぐ子供も生まれるところだったが、敵国軍が襲来したため迎撃に向かう。クリムとともにメザーテに入ったマキアは偶然ディタと再会し、その出産を助ける。戦いが終わり、目覚めたエリアルのそばにはマキアがおり、ディタに子供が生まれたことを教え、別れを告げる。マキアは城で1頭だけ生き残っていたレナトに乗り、レイリアを救出して飛び立つ。
数十年後、娘や孫と暮らす、老いて余命僅かなエリアルの家に、まったく変わらない姿のマキアが訪れる。マキアはベッドで眠るエリアルに声をかける。エリアルが小さく返事した後に目を閉じ息を引き取ると、マキアははじめて出会ったとき彼を包んだヒビオルをかける。マキアは静かに家を出たあと、エリアルとの日々を思い出し号泣する。バロウの荷馬車に乗ってマキアは村を去る。

## 登場人物
マキア
声 - 石見舞菜香
本作の主人公。イオルフの少女。おどおどとしている反面、芯の強いところもある性格をしている。物語開始時点で両親はおらず、長老のラシーヌの元で暮らしている。物語開始時点の実年齢は10代半ば（ミドと出会った際に年齢を「15」と答えている）。クリムに片思いをしていたが、クリムとレイリアが夜中に家を抜け出して花畑で会っている姿を目撃して涙を流している。
イゾル率いるメザーテの師団がイオルフの里を襲った際に一人、長老を呼びに探すなかで建物を封鎖しようとする里の者たちによって中に閉じ込められてしまう。そこで偶然にも侵入してきた暴走したレナトに追われ、レナトに絡み付いたヒビオルに無我夢中で掴んだまま里の外まで運ばれてしまい、仲間たちからはぐれてしまう。暗い森の中を彷徨っている際に、山賊によって壊滅した流れ人の旅団の生き残りである人間の赤ん坊と出会い、育てていくことを決意する（その際、髪を金髪から茶色に染めている）。
エリアルがメザーテ軍に入隊した後、クリムによってメザーテの敵対国で幽閉されていた。
エリアル
声 - 入野自由、櫻井優輝（幼少期）、岩川泰千（赤ちゃん）
人間の男性。赤ん坊のころに盗賊に襲われ家族を失ったところをマキアに拾われる。それからはマキアとミド一家とともに幼少期を過ごし、成長した。
自身が成長するにつれ、一向に外見の変わらないマキアと自分に血の繋がりがないことをなんとなく理解し、思春期以降は彼女との関係に葛藤を抱えながら成長していく。それでも幼いころにマキアに約束した「マキアを守る」という思いは消えておらず、今のままだと守ることさえできないと偶然にも再会を果たしたラングに頼み込んでメザーテ軍に入れてもらえるように頼み込んでいる。
メザーテの軍隊に入り、それから後にディタと再会し結婚する。
レイリア
声 - 茅野愛衣
イオルフの少女。快活な性格。マキアの友人。クリムと両思い。
メザーテの師団がイオルフの里を襲った際に攫われ、メザーテの王子の妃として娶られ、メドメルを身ごもる。
クリム
声 - 梶裕貴
イオルフの少年。マキアの友人。レイリアと両思い。
メザーテに攫われたレイリアを取り戻すためメザーテと敵対する。
敵対国のメザーテ侵攻に乗じてレイリア奪回に向かう直前、幽閉していたマキアに、家族を持った彼女に自分たちの苦しみを味わわせたという発言をしている。レイリアと再会した際、昔の関係に戻りたいという希望を伝えるも、レイリアがメドメルとの面会を望んだことで心中を図った。
ラシーヌ
声 - 沢城みゆき
イオルフの里の長老。物語開始時点の実年齢は400歳を超える。冒頭のみ登場。
ラング
声 - 細谷佳正、徐斌（幼少期）
マキアとエリアルを迎え入れた農家の少年。デオルの兄。人間。成長後、メザーテの軍隊に入る。外国軍の侵攻時にはエリアルの上官。
マキアに思いを寄せる。
デオル
声 - 宍戸准之助
マキアとエリアルを迎え入れた農家の少年。ラングの弟。人間。
ミド
声 - 佐藤利奈
マキアとエリアルを迎え入れた農家の女性。人間。ラングとデオルの母。
親のいなかったマキアに母親というものを教える。
ディタ
声 - 日笠陽子、栗本有規（幼少期）
エリアルの幼馴染の少女。人間。エリアルに思いを寄せる。子供ながらにマキアに嫉妬してしまい、エリアルを傷つけるような態度をとってしまう。
後日謝罪に向かうも既にエリアルとマキアは村を去ってしまっており、謝ることができなかった。
成長後、メザーテの軍隊に入ったエリアルと再会し結婚する。そしてエリアルとの子である女の子を出産する。
メドメル
声 - 久野美咲
メザーテの王子とレイリアの間に生まれた少女。イオルフと人間のハーフだが、金髪、瞳に金色の輪、低体温といったイオルフの性質を受け継がなかった。
このためレイリアは王室から冷遇されることとなり、メドメルも母親であるレイリアと引き離されて育てられる。
城が陥落した際に、レイリアと初めて顔を会わせており侍女に「お母様は綺麗な人」と言っている。
イゾル
声 - 杉田智和
メザーテの軍人。人間。
王国の命令でイオルフの里を襲撃した張本人であるが攫ってきたレイリアに対しては罪悪感を抱いている。
レイリアを救うために城に侵入したクリムたちイオルフを剣で斬って殺害しており、それからというもののレイリアにすべてを奪った存在として接されてきた。その数年後に殺したと思っていたクリムが再びレイリアの前に現れて、レイリアと心中しようとした際にはクリムに銃撃して致命傷を与えている。
バロウ
声 - 平田広明
イオルフと人間のハーフの男性。実年齢は不詳。イオルフの里を出てヒビオルを売り歩きながら世界を旅している。
マキアがエリアルを拾う際に出会い、マキアに人間の子を育てるということや子供はおもちゃじゃないなど注意をうながしている。メザーテで追われるマキアと再会しており、追っ手をまくために力を貸した。物語の最後でも登場し、エリアルの家から帰るマキアを馬車の荷台に乗せて運んでいる。
ラシーヌと「腹違いで、血がつながっているという裏設定」を考えていたと岡田麿里は述べている（本編に反映されているかは不明）。

## 作中の設定
ヒビオル
イオルフが生業として織っている布。イオルフだけが読み取ることのできるメッセージが織り込まれており、情報伝達手段としても用いられる。普通の人間の世界では貴重な織物として高値で取引され、ミドの元にマキアがいたときにはこれを生活の糧としていた。また、エリアルはマキアから織り方を教えられ、マキアの留守中に「母さん」というメッセージを含んだ布を織った。
レナト
ドラゴンに似た生物で、翼を持ち、空を飛ぶことができる。数を減らしており、メザーテだけがこれを独占して飼育し、軍用に供していた（座椅子を背中に付けて乗る）。「赤目病」という症状を発すると暴走して体から火を出して死ぬ（ミドは夫をそれで失ったと話している）。飼育しているメザーテも繁殖はできておらず、死んだときには地中深く穴を掘って埋めるとイゾルは話している。物語終盤には軍事パレードでも実物を使えなくなり、形を似せた張りぼてを行進させていた。

## スタッフ
- 監督・脚本 - 岡田麿里
- 副監督 - 篠原俊哉
- キャラクター原案 - 吉田明彦
- キャラクターデザイン・総作画監督 - 石井百合子
- メインアニメーター - 井上俊之
- コア・ディレクター - 平松禎史
- 美術監督 - 東地和生
- 美術設定・コンセプトデザイン - 岡田有章
- 音楽 - 川井憲次
- 音響監督 - 若林和弘
- 絵コンテ - 篠原俊哉、平松禎史、安藤真裕、小林寛、塩谷直義、橘正紀、岡田麿里
- 演出 - 篠原俊哉、平松禎史、長井龍雪、許琮、橋本昌和
- サブキャラクターデザイン - 井上俊之、平松禎史
- 作画監督 - 石井百合子、平松禎史、伊藤憲子、川面恒介
- 作画監督補佐 - 田中将賀、三浦菜奈、芝美奈子、井上俊之
- 撮影監督 - 並木智
- 編集 - 高橋歩
- 音楽プロデューサー - 吉江輝成
- 企画 - 濱田健二、村田嘉邦、渡邊耕一、櫻井優香、堀川憲司
- プロデューサー - 遠藤直子、京谷知美、竹中信広、菊池宣広
- アニメーションプロデューサー - 堀川憲司
- 助成 - 文化庁文化芸術振興費補助金[8]
- 配給 - ショウゲート
- アニメーション制作 - P.A.WORKS
- 製作 - PROJECT MAQUIA（バンダイビジュアル、博報堂DYミュージック&ピクチャーズ、ランティス、P.A.WORKS、Cygames）

## 主題歌
「ウィアートル」
作詞 - riya / 作曲・編曲・歌 - rionos

## 評価
「ぴあ映画初日満足度ランキング」では第2位となった。
『ひるなかの流星』などで知られる映画監督の新城毅彦は、本作について「様々な愛が沢山詰まった心が温まる、そしてちょっと切ない素敵な映画。画も繊細で凄く綺麗で、自然に心にしみる言葉が沢山あり、愛が人を強くする事、育てる事を教えてくれた」と評価している。
また、『君の名は。』などで知られるアニメ映画監督の新海誠は、自身のTwitterで「自分の中のふだん忘れていた記憶を揺さぶられる、素敵な映画だった。初監督としてこれだけの質を突きつけられると、嫉妬もするし焦りもしてしまう」と評価している。
アニメ雑誌『アニメディア』2019年2月号には本作のDVDのクロスレビューが掲載された。5名のレビュアーが5点満点中5,4,5,5,5点をつけ、高く評価されている。5点を付けたレビュアーの中で、フリーライターの大仏三郎は物語の内容について「寂しくも心が温まりました。奇跡のように美しい1本」と称賛し、漫画家のぶるマほげろーは2018年のアニメ映画代表作に位置づけ「大人の方が感動できる作品」と指摘した。一方、4点を付けた漫画家のあさりよしとおは物語の終盤については感動的であると述べたものの、「そこに至るまでの主人公が、物語から役割を与えられて動いている」点に引っ掛かったとしている。
映画などのレビューサイト「Metacritic」では、8名の批評家が100点満点中平均して72点をつけており、「概ね好評」("Generally favorable reviews") という位置づけになっている。アメリカの映画評論サイト「Rotten Tomatoes」では25名の批評家の意見に基づいて本作を批評家支持率100%の作品に選出しており、平均評価は10点満点中7.7点としている。さらにRotten Tomatoesの批評家らによれば、本作は「作品の持つとても独創的なファンタジー設定が、普遍的な、そして強く心を打つ現実世界の話題に根ざしている」("anchors its colorfully imaginative fantasy setting in universal -- and deeply poignant -- real-world themes") と指摘されている。

### 受賞歴
| 発表年 | 賞                                                       | カテゴリー等                                            | 対象                             | 結果 | 備考       |
| ------ | -------------------------------------------------------- | ------------------------------------------------------- | -------------------------------- | ---- | ---------- |
| 2018   | 第21回上海国際映画祭                                     | 金爵賞 最優秀アニメーション作品賞                       | さよならの朝に約束の花をかざろう | 受賞 | [ 注釈 3 ] |
| 2018   | 第22回富川国際ファンタスティック映画祭                   | BIFAN子供審査員賞（Children's Jury Award）              | さよならの朝に約束の花をかざろう | 受賞 | [ 注釈 4 ] |
| 2018   | 第51回シッチェス・カタロニア国際ファンタスティック映画祭 | ファンタスティック・ディスカバリー部門 最優秀長編作品賞 | さよならの朝に約束の花をかざろう | 受賞 |            |

## 興行成績
2018年2月24日に全国76スクリーンで公開され、最初の週末2日間に動員3万1768人、興収4754万円を記録して、週末興行成績で5位となった。公開スクリーン数は93まで拡大される。2018年6月の時点で興行収入3.5億円、動員24.5万人と報じられている。
日本国外ではアメリカ・カナダを合わせて204,238ドルの興行収入（2018年9月13日時点）を、全世界では約180万ドルの興行収入をそれぞれ記録している。

## 関連商品

### 映像
2018年10月26日に、本作のBlu-ray / DVDがバンダイナムコアーツより発売された。特装限定版には特典映像（約40分のメイキング映像、115分のビデオコンテ）および本編では描かれなかったストーリーを収めた80ページのブックレットなどが付属。

### コミカライズ
2018年4月22日から2019年7月9日までCygamesが運営するWebコミック配信サイト『サイコミ』にて連載された。作画は佐藤ミト。